# Miquel Santaló i Parvorell
Miquel Santaló i Parvorell (Vilaür, Alt Empordà, 2 de desembre de 1887 – Guadalajara, Mèxic, 1 de gener de 1962) fou un geògraf, pedagog i polític català.

## Biografia
Va néixer el 1887 a la població de Vilaür, situat a la comarca de l'Alt Empordà. Format dins el nucli del republicanisme gironí del primer quart del segle xx a Girona, juntament amb Carles i Darius Rahola –que acabarien convergint dins Esquerra Republicana de Catalunya–, fou elegit diputat de la Mancomunitat de Catalunya el 1923 i alcalde de Girona l'any 1931 amb l'adveniment de la Segona República Espanyola.
A les eleccions generals del 28 de juny de 1931 fou escollit diputat al Congrés dels Diputats. No abandonà mai aquest escó per la circumscripció de Girona i el revalidà successivament a totes les eleccions legislatives de la República, esdevenint Ministre de Comunicacions entre setembre i octubre de l'any 1933. Ocupà el càrrec d'alcalde de Girona fins al 1933, quan hi renuncià per la multiplicitat de càrrecs que acumulava, atès que l'havia de compaginar amb el de ministre de comunicacions al govern espanyol (1932-1933) i el de Conseller Primer del govern de la Generalitat de Catalunya, sota l'etapa final de la presidència de Francesc Macià i el primer govern de Lluís Companys (1933-1934). El 1934, amb la resta del govern català, fou detingut i empresonat pels fets del sis d'octubre de 1934. Tanmateix, al judici (Consell de Guerra) de 1935 fou defensat pel advocat Eusebi Isern i absolt.
Al camp acadèmic destacà en tant que geògraf i membre fundador de la Societat Catalana de Geografia, filial de l'Institut d'Estudis Catalans.
El 1939 partí a l'exili amb 62 diputats de les Corts per la frontera amb França a Catalunya. Després de romandre fins al 1942 a Cotlliure, París, Bordeus, Seta i Marsella, aconseguí d'embarcar-se en un dels vaixells que el govern de Mèxic posà a disposició dels exiliats espanyols situats a la part francesa no ocupada pels alemanys. S'instal·là a Mèxic el mateix any, on morí el 1962.

## Obres
- Per l'estudi de Catalunya: concepte de la comarca geogràfica i dels seus factors: assaig monogràfic: El Gironès (1923)
- La península ibérica: Geografía de España y sus colonias (1929)
- El Gironès i Banyoles (1931)